# Турецько-український кордон виключних морських економічних зон
Кордон виключної економічної зони між Туреччиною та Україною розташований у Чорному морі. Цей кордон з української сторони проходить між Кримським півостровом та морським узбережжям Туреччини.
Після російської окупації Криму турецько-український кордон контролює Росія. Дану акцію визнає лише Росія, тоді як Україна та світове співтовариство вважають Крим частиною України. Отже, де-юре, кордон існує.

## Пов'язані статті
- Список сухопутних кордонів за країнами
- Список морських кордонів за країнами
- Виключна морська економічна зона України